# Verónica Cangemi
Verónica Cangemi, née le 10 octobre 1964 à Mendoza (Argentine), est une violoncelliste et soprano argentine qui a principalement développé sa carrière en Europe et qui s'est spécialisée dans le répertoire de l'opéra baroque (notamment dans les opéras de Haendel, Vivaldi et Mozart).